# 산림령
산림령은 일제강점기 1911년 조선총독부가 산림정책의 일환으로 조선의 임야를 강제적으로 편입시키려는 목적으로 제정한 법령이다.

## 같이 보기
- 일제강점기
- 조선총독부
- 토지조사사업
- 광업령
- 어업령
- 임야 조사령